# Thomas Bohrer
Thomas Robert Bohrer (født 6. august 1963 i West Islip, New York, USA) er en amerikansk tidligere roer, og dobbelt olympisk medaljevinder.
Bohrer var en del af den amerikanske firer uden styrmand, der vandt sølv ved OL 1988 i Seoul. Bådens øvrige besætning var Raoul Rodriguez, Richard Kennelly og David Krmpotich. Fire år senere vandt han sin anden sølvmedalje i disciplinen ved OL 1992 i Barcelona, denne gang sammen med Jeffrey McLaughlin, Doug Burden og Patrick Manning.
Bohrer vandt desuden tre VM-medaljer i firer uden styrmand gennem karrieren, sølvmedaljer i henholdsvis 1989 og 1991 og en bronzmedalje i 1993.

## OL-medaljer
- 1988:  Sølv i firer uden styrmand
- 1992:  Sølv i firer uden styrmand